# Maclean’s
Maclean’s — канадский журнал-еженедельник, публикующий материалы на злободневные темы. Журнал издаётся концерном St. Joseph Communications (права приобретены в 2019 году у группы Rogers Publishing) и распространяется на территории всей страны. Количество читателей журнала, издающегося с 1896 года, в начале XXI века оценивается Канадской энциклопедией более чем в два миллиона.

## История
Издание, выпуск которого начало рекламное агентство в 1896 году, в первые годы существования носило имя The Business Magazine и выходило раз в месяц. Целевой аудиторией журнала в эти годы были деловые люди, а основой содержания — перепечатки из заграничных изданий, посвящённых бизнесу.
В 1905 году журнал приобрёл Джон Бейн Маклин, для которого это стало первой попыткой издания коммерческого журнала для широкой публики — до этого специализацией Маклина были отраслевые издания. В 1906 году имя журнала было изменено на The Busy Man’s Magazine. До конца первого десятилетия XX века содержание журнала и его целевая аудитория не претерпели серьёзных изменений, однако затем произошла смена редакционной политики. Издание, с 1911 года получившее название Maclean’s, стало включать всё больше оригинальных материалов, в том числе предназначенных для читательниц-женщин, а с учётом роста национального самосознания главный редактор Т. Б. Костейн стал больше внимания уделять внутренней канадской тематике. Расширение аудитории было связано со стремлением превратить публикуемую рекламу в основной источник финансирования издания, а для этого нужно было адресовать публикации той части населения, которая совершала больше покупок. Повышенное внимание к канадской тематике, выгодно отличавшее издание Маклина от американских журналов схожего толка, обеспечивало больший объём подписки внутри страны.
С февраля 1920 года Maclean’s перешёл с ежемесячного на двухнедельный формат. Число его подписчиков в этот период составляло 70 тысяч, а к началу 1930-х годов, по собственным данным издателей, достигло 130 тысяч человек. Количество подписчиков выросло до четверти миллиона к 1945 году, когда в журнале публиковался путевой дневник британского журналиста и политика Беверли Бакстера, совершавшего в это время 5000-мильный вояж по Канаде.
Популярность журнала достигла пика в начале 1950-х годов, когда его оттавским корреспондентом был Блэр Фрейзер, а издателем в Торонто — Ральф Аллен. В журнале в этот период сочетались высококачественные репортажи и развёрнутые публикации на общественно-политическую тему, хорошая работа иллюстраторов и литературные произведения. Затем, однако, по мере того, как рекламодателей стало всё больше привлекать телевидение, Maclean’s, как и другие журналы, начал испытывать финансовые трудности. Даже сотрудничества с такими ведущими журналистами как Питер Гзовски, Питер Ньюман и Кристина Макколл, оказалось недостаточно, чтобы избежать кризиса. Проблему в этот период удалось решить лишь переходом на ежемесячный формат. Улучшение ситуации наступило после того, как в 1975 году в Канаде прекратилось распространение американского журнала Time, и Maclean’s занял освободившуюся нишу. С 1975 года Maclean’s, ставший первым национальным новостным журналом, снова перешёл на выпуск раз в две недели; его представительства действовали в Оттаве, Ванкувере, Калгари, Монреале, Галифаксе, Вашингтоне и Лондоне.
В 1978 году в канадском налоговом законодательстве произошли изменения, благоприятствовавшие периодическим изданиям, в которых канадскими были бо́льшая часть содержания и штата. Эти изменения позволили Maclean’s, редактором которого в это время был Питер Ньюман, впервые в его истории перейти на еженедельный формат. В 2007 году Maclean’s первым из канадских еженедельных изданий наладил выпуск полностью электронного издания, объявив бесплатную годичную подписку на свою интернет-версию. В 2012 году было запущено мобильное приложение для iPad. В 2019 году издательская группа Rogers Publishing продала журнал вместе с рядом других крупных изданий, в том числе Chatelaine, концерну St. Joseph Communications
Статья Канадской энциклопедии в начале XXI века оценивала количество читателей Maclean’s более чем в два миллиона человек. В 2005 году издание стало победителем в номинации «лучший журнал» в рамках ежегодной серии премий National Magazine Awards.

## Регулярные публикации и дополнительные издания
Каждый год в марте Maclean’s публикует рейтинг канадских вузов. Этот рейтинг пользуется популярностью, хотя некоторые университеты отказываются от включения в него, а критики указывают на излишнюю упрощённость и субъективность критериев, а также низкую надёжность из-за малого объёма выборки. Ещё одной популярной ежегодной публикацией Maclean’s стал список 100 лучших канадских работодателей.
Помимо публикуемого в журнале рейтинга вузов, регулярно выходит в виде отдельного издания «Справочник Maclean’s по канадским университетам» (англ. The Maclean's Guide to Canadian Universities). Публикации прежних лет из Maclean’s легли в основу выходящей отдельно серии книг (Canada at War, Canada on Ice, Canada in the Fifties, In the Face of Disaster, Maclean’s People), имеющей в Канаде статус бестселлера.